# Nedre Kartlien
Nedre Kartlien (Georgiska: ქვემო ქართლი; Kvemo Kartli) är en nutida administrativ region såväl som en en historisk region i Georgien, och en del av det historiska landskapet Kartlien.
Regionen ligger i den södra delen av landet (söder om Tbilisi) och gränsar till Armenien och Azerbajdzjan. Huvudstaden i regionen, Rustavi är också största staden i regionen med 125 103 invånare. Enligt den georgiska folkräkningen 2014 bor Georgier 51,3%, Azerer 41,8%, Armenier 5,1% i regionen. I denna region finns det nu också en mycket liten men mycket gammal grupp, som går tillbaka till de pontiska grekerna till 0,5%. Nuvarande guvernör är Shota Rekhviashvili. Inom regionen lever 423 986 invånare, vilket utgör 11% av Georgiens totala befolkning. Det viktigaste jordbruket i regionen är frukt, grönsaker och potatisodling och hushållen bedriver mest odling av grönsaker, potatis och majs.